# Stadtwerke Annaberg-Buchholz
Die Stadtwerke Annaberg-Buchholz sind ein kommunales Versorgungsunternehmen. Sie gehören zu 100 Prozent der Großen Kreisstadt Annaberg-Buchholz.

## Überblick
Die Stadtwerke Annaberg-Buchholz sind als Strom-, Erdgas- und Fernwärmeversorger tätig und Strom- sowie Gasverteilnetzbetreiber im Erzgebirgskreis und in der Großen Kreisstadt Annaberg-Buchholz.
Im Auftrag verschiedener Städte und Gemeinden betreiben die Stadtwerke Annaberg-Buchholz mehrere Freibäder sowie die Straßenbeleuchtung in Annaberg-Buchholz und weiteren Orten der Umgebung. Des Weiteren bieten sie Breitband-Internetzugänge an. Außerhalb des Firmensitzes verfügen die Stadtwerke Annaberg-Buchholz über acht Vertriebsfilialen.
Die Stadtwerke Annaberg-Buchholz betreiben zwei Parkhäuser, eine Tiefgarage sowie weitere Parkplatzeinrichtungen in der Großen Kreisstadt Annaberg-Buchholz.
Darüber hinaus betreiben die Stadtwerke Annaberg-Buchholz die Schwimmhalle Atlantis und das Freibad „Am Stangewald“ in Annaberg-Buchholz sowie ein Ferien-Appartementhaus in Heringsdorf auf der Ostseeinsel Usedom.

## Beteiligungen
Beteiligt sind die Stadtwerke bei/an:
- S+F Sport und Freizeit Annaberg GmbH zu 100 Prozent
- Verbundnetz Gas AG Leipzig mit 0,12 Prozent

## Unternehmensgeschichte
Am 1. April 1992 kam es zur Wiedergründung der Stadtwerke Annaberg-Buchholz. Zunächst betrieben die Stadtwerke lediglich die Fernwärmeversorgung sowie die beiden Hallenbäder „Schwimmhalle Atlantis“ und „Stadtbad“ in Annaberg-Buchholz. Die Stadt Annaberg-Buchholz klagte 1992 mit anderen Kommunen auf die Herausgabe des alten Strom- und Gasvermögens, das ihr nach dem Zweiten Weltkrieg genommen wurde.
Nach Verhandlungen mit den Regionalversorgern Energieversorgung Südsachsen AG Chemnitz (Strom) und Erdgas Südsachsen GmbH erfolgte 1995 die Übernahme der Strom- und Gasnetze im Stadtgebiet durch die Stadtwerke Annaberg-Buchholz.
1998 wurde die technische Betriebsführung der Straßenbeleuchtung im Stadtgebiet Annaberg-Buchholz übernommen. 2000 erfolgte die Umwandlung des städtischen Eigenbetriebes in die Stadtwerke Annaberg-Buchholz GmbH und 2001 wurde die Stadtwerke Annaberg-Buchholz Energie AG abgespalten. 2001/2002 übernahmen die Stadtwerke Annaberg-Buchholz die technische Betriebsführung der Tiefgarage „Markt“ und des Parkhauses „Altstadt“. Seit dem 18. März 2002 ist das Stadtwerkehaus in der Robert-Schumann-Straße Firmensitz. 2003 erfolgte die Gründung der Tochtergesellschaften S + F Sport und Freizeit Annaberg GmbH sowie MUB Management und Beratungs GmbH. Ein Ferienobjekt in Heringsdorf auf Usedom wurde 2005 erworben. Internetanschlüsse über Breitbandkabel wurden 2007 in Mildenau eingerichtet, Kurort Oberwiesenthal folgte. Seit 2013 stehen derartige Anschlüsse in Schönfeld, Wiesa, Hammerunterwiesenthal und im Bärensteiner Ortsteil Kühberg zur Verfügung. 2009 nahmen die Stadtwerke Annaberg-Buchholz eine moderne BHKW-Anlage im Annaberg-Buchholzer Heizkraftwerk in Betrieb, das einen Großteil des in Annaberg-Buchholz verbrauchten Stroms selbst erzeugt.
In den Jahren ab 2009 wurden Wegenutzungsverträge für die Stromversorgungsnetze  mit den Gemeinden Königswalde, Thermalbad Wiesenbad, Schlettau, Tannenberg, Jöhstadt, Bärenstein sowie mit der Stadt Annaberg-Buchholz für die eingemeindeten Stadtteile Cunersdorf, Frohnau und Geyersdorf, das Gewerbegebiet an der B 101 sowie das Wohngebiet Adam Ries abgeschlossen; Gas-Wegenutzungsverträge mit Königswalde und Schlettau sowie mit der Stadt Annaberg-Buchholz für die Stadtteile Cunersdorf, Frohnau, Geyersdorf und das Gewerbegebiet an der B 101. Die genannten Stromnetze werden seit 1. Januar 2012, die Gasnetze seit 1. Januar 2013 (Königswalde sowie Annaberg-Buchholzer Stadtteile Cunersdorf, Frohnau, Geyersdorf) bzw. 1. Januar 2015 (Schlettau sowie Gewerbegebiet an der B 101) zusätzlich zu den bislang betriebenen Strom- und Gasverteilnetzen in Annaberg-Buchholz betrieben.
Die Vertriebsabteilung eröffnete in den Jahren 2009 bis 2013 Servicefilialen in Thum, Zschopau, Chemnitz (2), Zwönitz, Flöha, Hohenstein-Ernstthal und Kirchberg. 2014 übernahmen die Stadtwerke Annaberg-Buchholz die technische Betriebsführung für das Parkhaus „Altstadt 2“. 2017 erfolgte die Verschmelzung der MUB Management und Beratungs GmbH auf die Stadtwerke Annaberg-Buchholz GmbH.